# Вашарошнамењ
Вашарошнамењ (мађ. Vásárosnamény) град је у североисточној Мађарској. Вашарошнамењ је значајан град у оквиру жупаније Саболч-Сатмар-Берег.
Град је имао 8.964 становника према подацима из 2009. године.

## Географија
Град Вашарошнамењ се налази у крајње североисточном делу Мађарске. Од престонице Будимпеште град је удаљен 285 километара источно. Од обласног средишта, града Њиређхазе, Вашарошнамењ је удаљен 50 километара источно.
Вашарошнамењ се налази у крајње североисточном делу Панонске низије, на месту где се река Самош улива у реку Тису. Надморска висина града је 109 метра. Око града је равничарско подручје.